# Catania Football Club
El Catania Football Club, anteriorment conegut com a Calcio Catania és un club de futbol d'Itàlia, de la ciutat de Catània a Sicília. Va ser fundat el 1946 i actualment juga a la Serie C de la lliga italiana.
A la temporada 1953-1954 el club va ascendir per primera vegada a la Serie A, categoria en la qual va jugar 17 campionats, obtenint com a millor classificació el vuitè lloc a les temporades 1960-1961, 1963-1964, 1964-1965 i 2012-2013. El Catania ocupa el 23è lloc a la Classificació perpètua de la Serie A i el 14è a la classificació perpètua de la Sèrie B. Segons la tradició esportiva és el cinquè equip més important del Mezzogiorno, així com, amb uns 600.000 aficionats, el 12è equip més seguit d'Itàlia.
Arran de la fallida de l'empresa, que va tenir lloc el 22 de desembre de 2021 amb la consegüent exclusió del campionat de la Serie C el 9 d'abril de 2022, el club va ser refundat amb el nou nom el mateix any. El nou club, reiniciat a partir del campionat de la Serie D del grup I, amb l'ingrés al mateix el 4 d'agost de 2022, esdevé el portador de tota la tradició del futbol de Catania.

## Història
El club fou fundat el 1946 de la fusió de dos clubs de la ciutat de Catània: l'Unione Sportiva Catanese Elefante i la Virtus Catania. Durant la seva història ha anat jugant a la Serie B i a la Serie C la major part dels anys, però del 1960 al 1966 va aconseguir mantenir-se de manera consecutiva a la Serie A. Des del 2005 juga de manera seguida a la Serie A fins al descens en la Serie A 2013-14. La temporada 2014-15 va baixar a la Serie C fins a la fallida el 22 de desembre de 2022.

## Palmarès
- Campionat italià Serie B: 1

1953-1954
- Prima Divisione: 1

1933-1934 (ronda D, com S.S. Catania)
- Campionat italià Serie C: 4

1938-1939 (ronda B, com Associazione Fascista Calcio Catania), 1947-1948 (ronda T), 1948-1949 (ronda D), 1974-1975 (ronda C)
- Campionat italià Serie C1: 1

1979-1980 (ronde A)
- Campionat italià Serie C2: 1

1998-1999 (ronda C)
- Serie D: 1

2022-2023 (ronda I)
- Campionato Nazionale Dilettanti: 1

1994-1995 (ronda I)

## Futbolistes internacionals
Els següents jugadors van ser convocats per a la selecció absoluta italiana de futbol:
- Marco Biagianti[4]
- Giuseppe Mascara[5]

A continuació es mostra la llista de jugadors que van vestir la samarreta de la seva selecció absoluta durant el període de militància a Catània.
- Mariano Andújar,[6] internacional argentí
- Pablo Ledesma,[7] internacional argentí
- Gino Peruzzi,[8] internacional argentí
- Jorge Andrés Martínez,[9] internacional uruguaià
- Juan Manuel Vargas,[10] internacional peruà
- Horst Szymaniak,[11] internacional per Alemanya Federal
- Jaroslav Plašil,[12] internacional txec
- Panagiōtīs Tachtsidīs,[13] internacional grec
- Edgar Çani,[14] internacional albanès
- Nicolae Dică,[15] internacional romanès
- Ilčo Naumoski,[16] davanter macedoni
- Jamal Alioui,[17] defensa marroquí
- Jehad Muntasser,[18] internacional libi.
- Takayuki Morimoto,[19] davanter japonès
- Norbert Gyömbér,[20] internacional eslovac
- Khalifa Manneh,[21] internacional gambià